# Kviddtjärnen (Säfsnäs socken, Dalarna, 667295-143137)
Kviddtjärnen är en sjö i Ludvika kommun i Dalarna och ingår i Norrströms huvudavrinningsområde.